# آنا جانسون پل ویلر
آنا جانسون پل ویلر (به انگلیسی: Anna Johnson Pell Wheeler) (۵ می ۱۸۸۳ - ۲۶ مارس ۱۹۶۶) ریاضیدان آمریکایی است. شهرت وی بیشتر مرهون فعالیت‌هایش در زمینهٔ آنالیز تابعی است.